# معينة (القفر)

تعديل مصدري - تعديل

معينة هي إحدى قرى عزلة بني مهدى بمديرية القفر التابعة لمحافظة إب، بلغ تعداد سكانها 127 نسمة حسب تعداد اليمن لعام 2004.